# جوسيف ماتياس هاور
جوسيف ماتياس هاور (بالألمانية: Josef Matthias Hauer)‏ (و. 1883 – 1959 م) هو ملحن، وعالم موسيقى، ومنظر موسيقى نمساوي، ولد في فينر نويشتات، توفي في فيينا، عن عمر يناهز 76 عاماً.

## روابط خارجية
- جوسيف ماتياس هاور على موقع الموسوعة البريطانية (الإنجليزية)
- جوسيف ماتياس هاور على موقع مونزينجر (الألمانية)
- جوسيف ماتياس هاور على موقع ميوزك برينز (الإنجليزية)
- جوسيف ماتياس هاور على موقع أول ميوزيك (الإنجليزية)
- جوسيف ماتياس هاور على موقع ديسكوغز (الإنجليزية)